# Mountaineers de la Virginie-Occidentale
Les Mountaineers de la Virginie-Occidentale (en anglais : West Virginia Mountaineers) sont un club omnisports universitaire de l'Université de Virginie-Occidentale située à Morgantown dans l'État de Virginie-Occidentale aux États-Unis.
Les équipes des Mountaineers participent aux compétitions universitaires organisées par la National Collegiate Athletic Association au sein de sa Division I.
Ses équipes sont membres de la conférence Big 12 depuis la saison 2012, à l'exception de son équipe de football (soccer) qui, à cette époque la rejoint le Mid-American Conference.
Actuellement, l'université possède sept équipes masculine, dix équipes féminines et une équipe mixte (en tir). L'équipe de golf masculine existe depuis la saison 2015-2016 et est la dernière équipe créé par l'université.
La plus fameuse équipe des Mountaineers est celle de football américain, créée en 1891. Quatre fois champions de Big East ces dernières saisons (1993, 2003, 2004, 2005), les Mountaineers évoluent au Milan Pusker Stadium de Morgantown, enceinte de 60 000 places inaugurée le 6 septembre 1980. Après avoir terminé premiers, ex æquo, du Big East fin 2011, les Mountaineers remportent l’Orange Bowl face aux Tigers de Clemson, sur le score de 70 à 33, le 4 janvier 2012. Plusieurs records de niveau national furent battus durant ce match.
Les équipes de basket-ball, volley-ball et gymnastique utilisent le WVU Coliseum qui peut accueillir 14 000 spectateurs.

## Sports représentés
| Hommes (7)                                  | Femmes (9)        |
| Baseball                                    | Athlétisme†       |
| Basketball                                  | Aviron            |
| Football américain                          | Basketball        |
| Football                                    | Cross country     |
| Golf                                        | Football (soccer) |
| Natation/Plongeon                           | Gymnastique       |
| Lutte                                       | Natation/Plongeon |
| -                                           | Tennis            |
| -                                           | Volleyball        |
| Équipe mixte (1)                            |                   |
| Tir                                         |                   |
| † – Athlétisme en salle et/ou en plein air. |                   |

## Football américain

### Descriptif en fin de saison 2024
- Couleurs :   (Or et bleu marine)[6]
- Dirigeants :
  - Directeur sportif : Shane Lyons
  - Entraîneur principal : Neal Brown (en), 6e saison, bilan : 37- 35 (51,38 %)
- Stade
  - Nom :Milan Puskar Stadium
  - Capacité : 60 000
  - Surface de jeu : pelouse artificielle (FieldTurf (en))
  - Lieu : Morgantown, West Virginie-Occidentale
- Conférence :
  - Actuelle : Big 12 Conference
  - Ancienne :
    - Indépendants : 1891–1924, 1928–1949, 1968–1990
    - West Virginia Intercollegiate Athletic Conference (en) (WVIAC) : 1925–1927
    - Southern Conference (SoCon) : 1950–1967
    - Big East : 1991–2011
- Internet :
  - Nom site Web : wvusports.com
  - URL : http://www.wvusports.com
- Bilan des matchs :
  - Victoires : 783 (59,4%)
  - Défaites : 528
  - Nuls : 45
- Bilan des Bowls :
  - Victoires : 17 (42,5 %)
  - Défaites : 23
  - Nuls : 0
- College Football Playoff :
  - Apparitions : 0
  - Apparitions en College Football Championship Game : 0
- Titres :
  - Titres nationaux non réclamés : 0
  - Titres nationaux : 0
  - Titres de la conférence : 15
    - SoCon: 1953, 1954, 1955, 1956, 1958, 1964, 1965 et 1967
    - Big East: 1993, 2003, 2004, 2005, 2007, 2010, 2011
- Joueurs :
  - Vainqueurs du Trophée Heisman : 0
  - Sélectionnés All-American : 14
- Hymne : Hail, West Virginia (en)
- Mascotte : The Mountaineer (en)
- Fanfare : The Pride of West Virginia (en)
- Rivalités :
  - Thundering Herd de Marshall
  - Terrapins du Maryland
  - Nittany Lions de Penn State
  - Panthers de Pittsburgh (Backyard Brawl)
  - Orange de Syracuse
  - Hokies de Virginia Tech

### Histoire
La première trace d'un programme de football américain au sein de l'université remonte au 28 novembre 1891. Il y est fait mention d'un match joué dans une pâture contre l'équipe de Washington & Jefferson (défaite 0 à 72). Malgré ce modeste début, West Virginia affichera un bilan de 25–23–3 avant 1900.
Membres de la Division I de la NCAA en 1973, les Mountaineers de la Virginie-Occidentale évoluent ensuite en NCAA Division I FCS de 1978 à 2006 avant de devenir membres de la NCAA Division I FBS en 2006.
Fin de saison 2020, ils comptabilisent 86 saisons positives dont une invaincue en 1922 (10–0–1) et cinq avec onze victoires (1988, 1993, 2005, 2006 et 2007).
Ils ont remporté un total de quinze championnats de conférence soit huit en Southern Conference (1950–1967) et sept en Big East (depuis 1991). Avant ces deux conférences, le programme de football américain a été considéré comme équipe indépendante (1891–1924, 1928–1949, 1968–1990) avec un passage en West Virginia Intercollegiate Athletic Conference (en) (WVIAC) de 1925 à 1927.
En fin de saison 2020, les Mountaineers ont participé à 38 bowls (16 victoires pour 22 défaites) dont trois Sugar Bowl, deux Fiesta Bowl et un Orange Bowl sous la direction d'onze entraineurs différents dont treize sous Don Nehlen (en).
Ils n'ont jamais remporté de titre national que ce soit en FCS ou en FBS ni de titre en conférence Big 12.

#### Le stade
Entre 1891 et 1923, les Mountaineers jouaient la plupart de leurs matchs à domicile à Morgantown en combinaison avec d'autres sites neutres situés en Virginie-Occidentale dont les plus connus sont Charleston, Clarksburg, Fairmont, Parkersburg et Wheeling. Avec la construction de l'Old Mountaineer Field (en), l'équipe joue de façon permanente ses matchs à domicile à Morgantown. Situé juste à côté du Woodburn Hall (considéré actuellement comme la partie basse du campus), la première incarnation du Mountaineer Field possédait des sièges disposés en forme de fer à cheval autour du terrain. La capacité du stade a augmenté au fil des ans pour atteindre son apogée de 38 000 places en 1979. Néanmoins, l'emplacement physique du stade a cependant rendu impossible toute extension supplémentaire et a conduit à la construction d'un nouveau stade, le Mountaineer Field, en 1980. Le vieux stade est rasé en 1987. Un monument en forme de fer à cheval commémorant le vieux stade a été érigé au coin sud-ouest de son ancien emplacement. Entre 1924 et 1979, les Mountaineers y ont disputé 267 matchs (171-82-14).
Depuis 1980, l'équipe joue ses matchs à domicile au Milan Puskar Stadium de Morgantown. Le nouveau stade est situé sur le campus sur sa section dénommée Evansdale. Construit à l'origine avec une configuration est-ouest pour les tribunes et une capacité de 50 000 places, les extrémités nord et sud ont été ensuite aménagées pour porter la capacité du stade à plus de 63 000 sièges en 1986. Les suites ont été introduites pour la première fois au Mountaineer Field en 1994, dont 12 suites en cours de construction dans la première rangée de la tribune de presse à l'extrémité ouest du stade. En 2004, 18 nouvelles suites ont été aménagées dans la zone nord en 2004 pour créer la section « Touchdown Terrace », tandis que quatre suites supplémentaires ont été ajoutées dans la zone sud en 2007. La construction de la « Touchdown Terrace » en 2004 a porté la capacité du stade à 60 000 places. Depuis le 29 novembre 2003, le stade a été dénommé « Milan Puskar Stadium » en l'honneur de Milan Puskar (en), le fondateur de Mylan Pharmaceuticals, basé à Morgantown, en reconnaissance de son don de 20 millions de dollars à l'Université. En raison de la capacité de Mountaineer Field et des populations relativement plus petites des plus grandes villes de Virginie-Occidentale, il semble que Morgantown devienne la plus grande « ville » de l'État les jours de match en raison de l'afflux de spectateurs dans le stade,. Les assistances à Mountaineer Field ont acquis la réputation d'être bruyantes et turbulantes, créant une atmosphère hostile pour les équipes adverses,. La plus forte assistance (70 222 entrées) a été enregistrée le 20 novembre 1993.

### Saison par saison
Résultats saison par saison des Mountaineers de la Virginie-Occidentale en football américain (en)

#### Titres de conférence
Les Mountaineers ont remporté (10) ou partagé (5) le titre de leur conférence à 15 reprises dont 8 titres en Southern Conference (SoCon) et 7 en Big East Conference.
| Saisons | Entraineur          | Conférence          | Bilan global | Bilan en conf. |
| ------- | ------------------- | ------------------- | ------------ | -------------- |
| 1953    | Art Lewis (en)      | Southern Conference | 8–2          | 4–0            |
| 1954    | Art Lewis (en)      | Southern Conference | 8–1          | 3–0            |
| 1955    | Art Lewis (en)      | Southern Conference | 8–2          | 4–0            |
| 1956    | Art Lewis (en)      | Southern Conference | 6–4          | 5–0            |
| 1958    | Art Lewis (en)      | Southern Conference | 4–5–1        | 4–0            |
| 1964    | Gene Corum (en)     | Southern Conference | 7–4          | 5–0            |
| 1965    | Gene Corum (en)     | Southern Conference | 6–4          | 4–0            |
| 1967    | Jim Carlen (en)     | Southern Conference | 5–4–1        | 3–0            |
| 1993    | Don Nehlen (en)     | Big East Conference | 11–1         | 7–0            |
| 2003 †  | Rich Rodriguez (en) | Big East Conference | 8–5          | 6–1            |
| 2004 †  | Rich Rodriguez (en) | Big East Conference | 8–4          | 4–2            |
| 2005    | Rich Rodriguez (en) | Big East Conference | 11–1         | 7–0            |
| 2007 †  | Rich Rodriguez (en) | Big East Conference | 11–2         | 5–2            |
| 2010 †  | Bill Stewart (en)   | Big East Conference | 9–4          | 5–2            |
| 2011 †  | Dana Holgorsen (en) | Big East Conference | 10–3         | 5–2            |

† Titre partagé

#### Titres en championnat régional
L'ECAC décerne annuellement le Lambert-Meadowlands Trophy (en) à la meilleure équipe FBS de la région est des États-Unis. West Virginia a reçu ce trophée à 4 reprises.
| Saisons | Entraineur          | Région  | Bilan global |
| ------- | ------------------- | ------- | ------------ |
| 1988    | Don Nehlen (en)     | Eastern | 11–1         |
| 1993    | Don Nehlen (en)     | Eastern | 11–1         |
| 2007    | Rich Rodriguez (en) | Eastern | 11–2         |
| 2011    | Dana Holgorsen (en) | Eastern | 10–3         |

### Bowls
En fin de saison 2020, West Virginia avait disputé 38 bowls et en avait remporté 16. Après avoir traversé une période de défaites (entre 1987 et 1998), les Mounbtaineers ont remporté 4 bowls consécutifs de 2005 à 2008 avec le quarterback Pat White qui deviendra ainsi le premier quarterback titulaire à remporter 4 bowls en FBS.
| #  | Saison | Bowl                                  | Adversaire                              | G/P | Score | Entraineur           | Mountaineer MVP du bowl                    |
| -- | ------ | ------------------------------------- | --------------------------------------- | --- | ----- | -------------------- | ------------------------------------------ |
| 1  | 1922   | San Diego East-West Christmas Classic | Bulldogs de Gonzaga                     | G   | 21–13 | Clarence Spears (en) |                                            |
| 2  | 1937   | Sun Bowl 1938                         | Red Raiders de Texas Tech               | G   | 07–06 | Marshall Glenn (en)  |                                            |
| 3  | 1948   | Sun Bowl 1949                         | Miners de l'UTEP                        | G   | 21–12 | Dudley DeGroot (en)  |                                            |
| 4  | 1953   | Sugar Bowl 1954                       | No. 8 Yellow Jackets de Georgia Tech    | P   | 19–42 | Art Lewis (en)       |                                            |
| 5  | 1964   | Liberty Bowl 1964                     | Utes de l'Utah                          | P   | 06–32 | Gene Corum (en)      |                                            |
| 6  | 1969   | Peach Bowl 1969                       | Gamecocks de la Caroline du Sud         | G   | 14–03 | Jim Carlen (en)      | Eddie Williams (FB)                        |
| 7  | 1972   | Peach Bowl 1972                       | Wolfpack de NC State                    | P   | 13–49 | Bobby Bowden         |                                            |
| 8  | 1975   | Peach Bowl 1975                       | Wolfpack de NC State                    | G   | 13–10 | Bobby Bowden         | Ray Marshall (LB)                          |
| 9  | 1981   | Peach Bowl 1981                       | Gators de la Floride                    | G   | 26–06 | Don Nehlen (en)      | Mickey Walczack (RB), Don Stemple (DB)     |
| 10 | 1982   | Gator Bowl 1982                       | Seminoles de Florida State              | P   | 12–31 | Don Nehlen (en)      | Paul Woodside (en) (K)                     |
| 11 | 1983   | Hall of Fame Classic Bowl 1983        | Wildcats du Kentucky                    | G   | 20–16 | Don Nehlen (en)      | Jeff Hostetler (QB)                        |
| 12 | 1984   | Bluebonnet Bowl 1984                  | Horned Frogs de TCU                     | G   | 31–14 | Don Nehlen (en)      | Willie Drewrey (WR)                        |
| 13 | 1987   | Sun Bowl 1987                         | No. 11 Cowboys d'Oklahoma State         | P   | 33–35 | Don Nehlen (en)      |                                            |
| 14 | 1988   | Fiesta Bowl 1989                      | No. 1 Fighting Irish de Notre Dame      | P   | 21–34 | Don Nehlen (en)      |                                            |
| 15 | 1989   | Gator Bowl 1989                       | No. 14 Tigers de Clemson                | P   | 07–27 | Don Nehlen (en)      | Mike Fox (en) (LB)                         |
| 16 | 1993   | Sugar Bowl 1994                       | No. 8 Gators de la Floride              | P   | 07–04 | Don Nehlen (en)      |                                            |
| 17 | 1994   | Carquest Bowl 1995                    | Gamecocks de la Caroline du Sud         | P   | 21–24 | Don Nehlen (en)      |                                            |
| 18 | 1996   | Gator Bowl 1997                       | No. 12 Tar Heels de la Caroline du Nord | P   | 13–20 | Don Nehlen (en)      | David Saunders (en) (WR)                   |
| 19 | 1997   | Carquest Bowl 1997                    | Yellow Jackets de Georgia Tech          | P   | 30–35 | Don Nehlen (en)      |                                            |
| 20 | 1998   | Insight.com Bowl 1998                 | No. 23 Tigers du Missouri               | P   | 31–34 | Don Nehlen (en)      | Marc Bulger (QB)                           |
| 21 | 2000   | Music City Bowl 2000                  | Rebels d'Ole Miss                       | G   | 49–38 | Don Nehlen (en)      | Brad Lewis (QB)                            |
| 22 | 2002   | Continental Tire Bowl} 2002           | Cavaliers de la Virginie                | P   | 22–48 | Rich Rodriguez (en)  |                                            |
| 23 | 2003   | Gator Bowl 2004                       | No. 23 Terrapins du Maryland            | P   | 07–41 | Rich Rodriguez (en)  | Brian King (DB)                            |
| 24 | 2004   | Gator Bowl 2005                       | No. 17 Seminoles de Florida State       | P   | 18–30 | Rich Rodriguez (en)  | Kay-Jay Harris (en) (RB)                   |
| 25 | 2005   | Sugar Bowl 2006                       | No. 8 Bulldogs de la Géorgie            | G   | 38–35 | Rich Rodriguez (en)  | Steve Slaton (RB)                          |
| 26 | 2006   | Gator Bowl 2007                       | Yellow Jackets de Georgia Tech          | G   | 38–35 | Rich Rodriguez (en)  | Pat White (QB)                             |
| 27 | 2007   | Fiesta Bowl 2008                      | No. 3 Sooners de l'Oklahoma             | G   | 48–28 | Bill Stewart (en)    | Pat White (QB), Reed Williams (LB)         |
| 28 | 2008   | Meineke Car Care Bowl 2008            | Tar Heels de la Caroline du Nord        | G   | 31–30 | Bill Stewart (en)    | Pat White (QB)                             |
| 29 | 2009   | Gator Bowl 2010                       | Seminoles de Florida State              | P   | 21–33 | Bill Stewart (en)    | Noel Devine (en) (RB)                      |
| 30 | 2010   | Champs Sports Bowl 2010               | Wolfpack de NC State                    | P   | 07–23 | Bill Stewart (en)    |                                            |
| 31 | 2011   | Orange Bowl 2012                      | No. 14 Tigers de Clemson                | G   | 70–33 | Dana Holgorsen (en)  | Geno Smith (QB)                            |
| 32 | 2012   | Pinstripe Bowl 2012                   | Orange de Syracuse                      | P   | 14–38 | Dana Holgorsen (en)  |                                            |
| 33 | 2014   | Liberty Bowl 2014                     | Aggies de Texas A&M                     | P   | 37–45 | Dana Holgorsen (en)  |                                            |
| 34 | 2015   | Cactus Bowl 2016                      | Sun Devils d'Arizona State              | G   | 43–42 | Dana Holgorsen (en)  | Skyler Howard (en) (QB) Shaq Petteway (LB) |
| 35 | 2016   | Russell Athletic Bowl 2016            | Hurricanes de Miami                     | P   | 14–31 | Dana Holgorsen (en)  |                                            |
| 36 | 2017   | Heart of Dallas Bowl 2017             | Utes de l'Utah                          | P   | 14–30 | Dana Holgorsen (en)  |                                            |
| 37 | 2018   | Camping World Bowl 2018               | No. 17 Orange de Syracuse               | P   | 18–34 | Dana Holgorsen (en)  |                                            |
| 38 | 2020   | Liberty Bowl 2020                     | Black Knights de l'Army                 | G   | 24–21 | Neal Brown (en)      | T.J. Simmons (WR)                          |
| 39 | 2023   | Duke's Mayo Bowl 2023 (en)            | Tar Heels de la Caroline du Nord        | G   | 30–10 | Neal Brown (en)      | Garrett Greene (en) (QB)                   |
| 40 | 2024   | Frisco Bowl 2024                      | Tigers de Memphis                       | P   | 37–42 | Neal Brown (en)      |                                            |

### Entraineurs

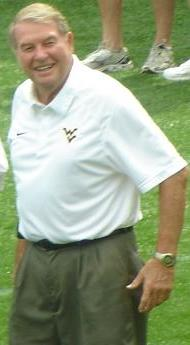
, désigné à quatre reprises entraîneur de l'année pendant son passage à West Virginia.

Les Mountaineers ont jusqu'à présent connu 34 entraineurs principaux. Avec 149 victoires, c'est Don Nehlen (en) qui possède le meilleur palmarès suivi par Dana Holgorsen (en) (61 victoires) et Rich Rodriguez (en) (60 victoires).
| Nom                     | Saisons              | Bilan    | %    |
| ----------------------- | -------------------- | -------- | ---- |
| Frederick Lincoln Emory | 1891                 | 0–1      | 00,0 |
| F. William Rane         | 1893–94              | 4–3      | 57,1 |
| Harry McCrory           | 1895                 | 5–1      | 83,3 |
| Thomas Trenchard        | 1896                 | 3–7–2    | 33,3 |
| George Krebs            | 1897                 | 5–4–1    | 55,0 |
| Harry Anderson          | 1898                 | 6–1      | 87,5 |
| Lewis Yeager            | 1899, 1901           | 5–5      | 50,0 |
| Harold J. Davall        | 1902                 | 7–4      | 63,6 |
| John E. Hill            | 1900                 | 4–3      | 57,1 |
| Harry E. Trout          | 1903                 | 7–1      | 87,5 |
| Anthony Chez            | 1904                 | 6–3      | 66,7 |
| Carl Forkum             | 1905–1906            | 13–6     | 68,4 |
| Clarence W. Russell     | 1907                 | 6–4      | 60,0 |
| Charles A. Lueder       | 1908–1911            | 17–13–3  | 56,1 |
| William P. Edmunds      | 1912                 | 6–3      | 66,7 |
| Edwin Sweetland         | 1913                 | 3–4–2    | 44,4 |
| Sol Metzger             | 1914–1915            | 10–6–1   | 61,8 |
| Mont McIntire           | 1916–1920            | 24–11–4  | 66,7 |
| Clarence Spears         | 1921–1924            | 30–6–3   | 80,8 |
| Ira Errett Rodgers      | 1925–1930, 1943–1945 | 41–31–8  | 56,3 |
| Greasy Neale            | 1931–1933            | 12–16–3  | 43,5 |
| Charles Tallman         | 1934–1936            | 15–12–2  | 55,2 |
| Marshall Glenn          | 1937–1939            | 14–12–3  | 53,4 |
| Bill Kern               | 1940–1942, 1946–1947 | 24–23–1  | 51,0 |
| Dudley DeGroot          | 1948–1949            | 13–9–1   | 58,7 |
| Art Lewis               | 1950–1959            | 58–38–2  | 60,2 |
| Gene Corum              | 1960–1965            | 29–30–2  | 49,2 |
| Jim Carlen              | 1966–1969            | 25–13–3  | 61,6 |
| Bobby Bowden            | 1970–1975            | 42–26    | 61,8 |
| Frank Cignetti, Sr.     | 1976–1979            | 17–27    | 38,6 |
| Don Nehlen              | 1980–2000            | 149–93–4 | 61,4 |
| Rich Rodriguez          | 2001–2007            | 60–26    | 69,8 |
| Bill Stewart            | 2007–2010            | 28–12    | 70,0 |
| Dana Holgorsen          | 2011–2018            | 61–41    | 59,8 |
| Neal Brown              | 2019-2024            | 37–35    | 51,4 |
| Rich Rodriguez (en)     | Depuis 2025          | –        | –    |

### Rivalités
| Équipes                     | Nom du match              | Bilan WV | Bilan WV | Bilan WV | Bilan WV | Bilan WV | 1er match | Dernier match |
| --------------------------- | ------------------------- | -------- | -------- | -------- | -------- | -------- | --------- | ------------- |
| Équipes                     | Nom du match              | Nb.      | V.       | D.       | N.       | %        | 1er match | Dernier match |
| Thundering Herd de Marshall | Friends of Coal Bowl (en) | 12       | 12       | 0        | 0        | 100      | 1911      | 2012          |
| Terrapins du Maryland       | -                         | 53       | 28       | 23       | 2        | 52,1     | 1919      | 2021          |
| Nittany Lions de Penn State | -                         | 60       | 9        | 50       | 2        | 15,0     | 1904      | 2024          |
| Panthers de Pittsburgh      | Backyard Brawl            | 107      | 41       | 63       | 3        | 38,7     | 1895      | 2024          |
| Orange de Syracuse          | -                         | 61       | 27       | 34       | 0        | 44,3     | 1945      | 2018          |
| Hokies de Virginia Tech     | -                         | 54       | 30       | 23       | 1        | 55,6     | 1919      | 2023          |

- Thundering Herd de Marshall

Le Friends of Coal Bowl (en) entre West Virginia et le Marshall Thundering Herd a perdu de son attrait sportif puisque Marshall n'a jamais battu les Mountaineers en 12 rencontres. La dernière édition s'est déroulée en 2012 et il n'y a aucune perspective concernant une nouvelle rencontre.
- Terrapins du Maryland

Les deux équipes voisines géographiquement se rencontrent depuis 1919 toutes les deux saisons Les Mountaineers mènent la série 28–23–2 en fin de saison 2023.
- Nittany Lions de Penn State

La rivalité avec Penn State est largement dominée par cette dernière. Les équipes se sont rencontrées chaque année de 1947 à 1992. Entre 1959 et 1983, Penn State a remporté 25 matchs consécutifs. La série s'est terminée en 1992, Penn State rejoignant la Big Ten Conference l'année suivante. Le 19 septembre 2013, les universités annoncent qu'elles vont réactivé leur rivalité avec deux matchs prévus en 2023 et 2024.

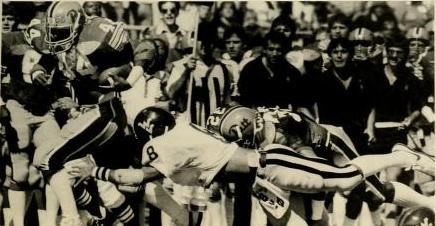
Le Backyard Brawl avec Pitt est la plus féroce rivalité de WV.

Penn State mène la série 50–9–2.
- Panthers de Pittsburgh

Le Backyard Brawl représente en termes de compétitivité d'intensité et de longévité, la plus féroce et la plus légendaire des rivalités. Elle débute en 1895. Distantes de seulement 70 miles, les deux universités se sont pratiquement rencontrées chaque année (commençant en 1920 et reprenant en 1943 après la seconde guerre mondiale). Bien que Pittsburgh mène la série 62–41–3, plus de la moitié de ces victoires sont survenues avant 1952, lorsque les Panthers dominait les Mountaneers (34–9–1). Depuis 1962 les Mountaineers mènent la série 26–22–2 et ce lorsque les matchs se sont déroulés alternativement à Morgantown et à Pittsburgh. West Virginia a également remporté sept des dix dernières rencontres. Mise en pause après la saison 2011 en raison d'un réalignement de la conférence, la série reprend avec quatre matchs prévus de 2022 à 2025.
- Orange de Syracuse

West Virginia entretien également une longue rivalité avec Syracuse. Les universités se sont rencontrées annuellement entre 1955 et 2012. Le trophée dénommé Ben Schwartzwalder Trophy est apparu en 1993. Il fait référence à Ben Schwartzwalder (en) natif de la Virginie-Occidentale, ancien joueur des Mountaineers et entraineur principal légendaire de Syracuse. Même si Syracuse mène la série 33–27, les Mountaineers ont remporté huit de leurs dix dernières rencontres. Tout comme pour le Backyard Brawl, le départ de Syracuse vers l'Atlantic Coast Conference et celui de West Virginia vers la Big 12 Conference ont jeté le doute sur la poursuite de cette rivalité.
- Hokies de Virginia Tech

Les Mountaineers entretiennent également une rivalité féroce avec Virginia Tech, également une université des Appalaches. Celles-ci se rencontraient chaque année entre 1973 et 2005, et surtout en tant que rivaux de la Big East Conference à partir de 1991. Depuis 1997, le vainqueur remporte le Black Diamond Trophy, symbole du riche patrimoine houiller de la région des Appalaches.
Bien que West Virginia mène la série 28–22–1, Virginia Tech a remporté 9 de leurs 12 dernières rencontres. Depuis que les Hokies ont rejoint l'Atlantic Coast Conference en 2004 et terminé en 2006 la séries, la rivalité est dite dormante. Une rencontre eut lieu sur terrain neutre en 2017, la suivante à Morgantown en 2021 et un autre devrait se jouer à Blacksburg en 2022. West Virginia mène actuellement la série 30–23–1 en fin de saison 2023.

### Traditions

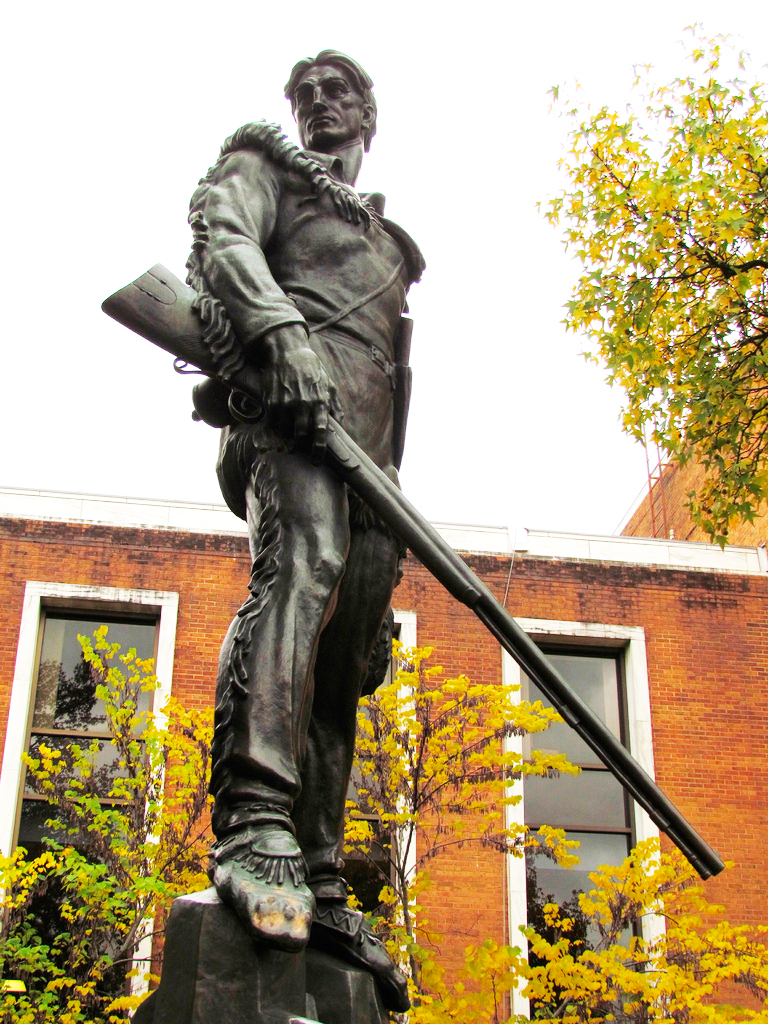
La statue du Mountaineer située sur la campus.

- Le Mountaineer Mantrip :

Inaugurée au cours de la saison 2011 par l'entraîneur principal Dana Holgorsen, le Mountaineer Mantrip fait partie des traditions des jours de match à domicile et constitue une reconnaissance de l'importance de l'industrie charbonnière en Virginie-Occidentale.
L'événement porte le nom de la navette qui transporte les mineurs de charbon dans et hors d'une mine souterraine au début et à la fin de leur période de travail. Il a lieu lors de chaque match à domicile.
La marche commence lorsque l'équipe est déposée à l'angle du centre médical universitaire et de la Don Nehlen Drive avant le match. Elle est accompagnées de la mascotte, de la fanfare Pride of West Virginia et des pom-pom girls. Les étudiants et les fans bordent le chemin pour créer un effet de tunnel pour les membres de l'équipe. Lorsque l'équipe atteint l'extrémité est du stade, elle s'arrête pour toucher la stèle présentant un morceau de charbon de 350 livres offert par l'Alpha Natural Resources de la mine de charbon Upper Big Branch.
Un nouvel événement à la fin du Mantrip a été introduit au cours de la saison 2018. Après que les joueurs et les entraîneurs ont atteint le stade et touché la stèle, ils se tournent et saluent les parents et les patients se trouvant à l'intérieur de l'hôpital universitaire pour enfants adjacent au stade. Dana Holgorsen a ajouté cette reconnaissance en s'inspirant du Kinnick Stadium Wave.
- Le Gold Rush, le True Blue et le Stripe the Stadium :

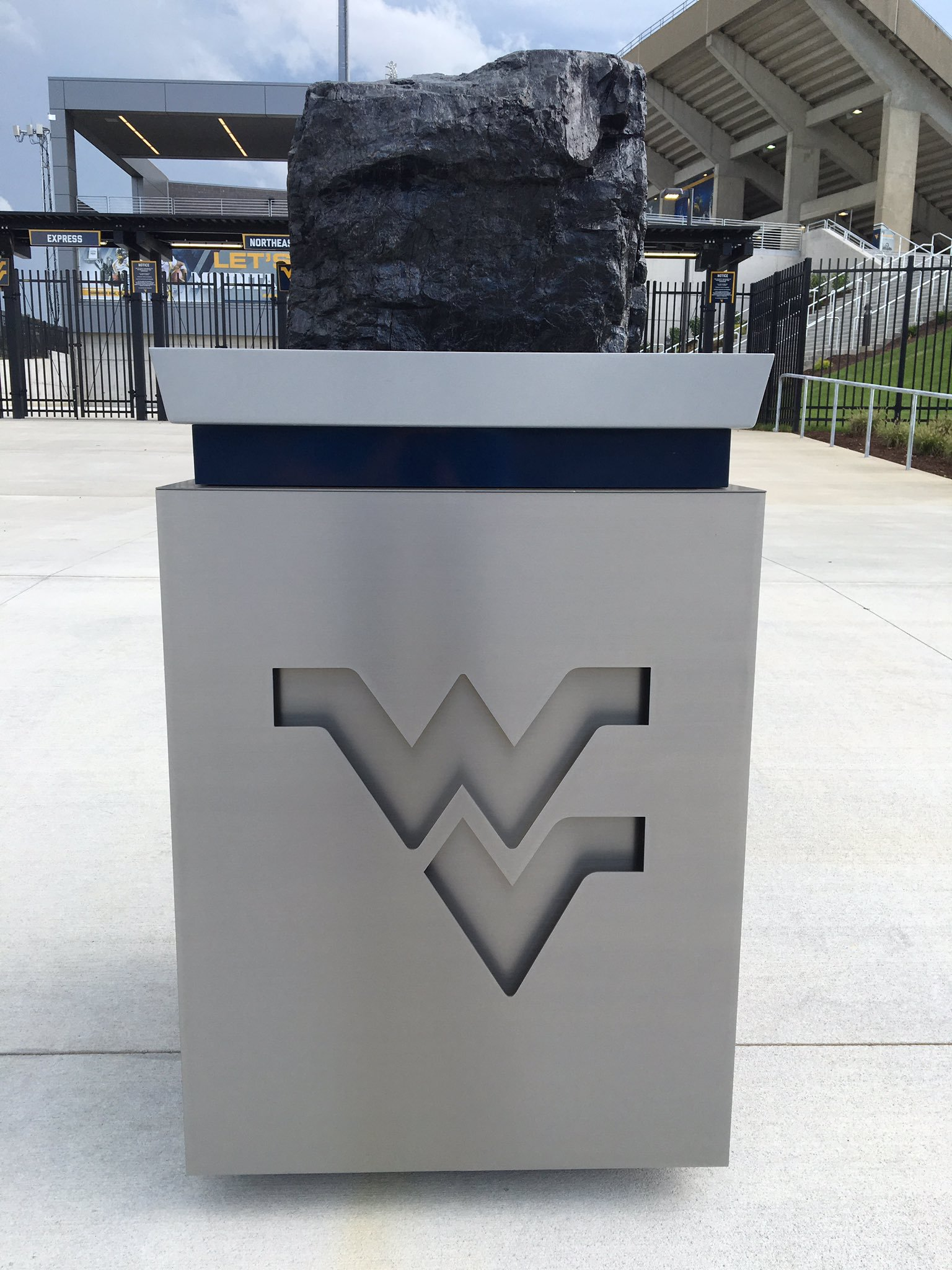
Le morceau de charbon à la fin du Mountaineer Mantrip.

Introduit par l'entraîneur principal Rich Rodriguez au cours de la saison 2007, la " ruée vers l'or " (en anglais Gold rush) est une tradition qui perdure pour les fans de West Virginia au Mountaineer Field. Partiellement inspiré par la tradition White Out de Penn State, ainsi que par l'effet black-out créé par les fans des Cardinals de Louisville revêtus de noir lors du match de 2006 joué contre les Mountaineers, Rodriguez a encouragé les supporters des Mountaineers à s'habiller entièrement en or pour le match revanche entre West Virginia et Louisville en 2007. La tradition était lancée et le calendrier à domicile des Mountaineers a comporté un match à domicile Gold rush les saisons suivantes. Depuis 2008, l'Université de Virginie-Occidentale travaille en collaboration avec United Way pour promouvoir l'événement, en vendant des t-shirts couleur or aux fans, les bénéfices étant reversés à la campagne WVU United Way.
L'université désigne également un match à domicile par saison comme un match True Blue où les fans présents sont encouragés à porter du bleu dans tout le stade. Les joueurs portent à cette occasion des équipements entièrement bleus.
Depuis que les Mountaineers ont rejoint la Big 12 Conference en 2012, une nouvelle tradition dénommée Stripe the Stadium (Rayons le stade)  a été mis en place. Les fans sont encouragés à porter une couleur désignée pour leur section de sièges respective : les supporters dans les sections paires du stade et les étudiants dans la section inférieure de la section étudiante sont priés de porter du bleu tandis que les fans des sections impaires et les étudiants de la section supérieure de la section étudiante sont priés de porter de l'or. Il en résulte que le stade semble être rayé de bleu et d'or.
- Le show d'avant match :

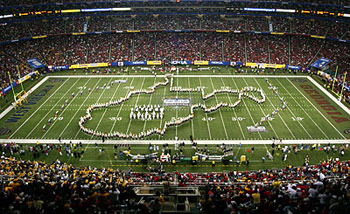
La fanfare Pride of West Virginia formant la carte de leur État lors du Sugar Bowl 2006.

Le show d'avant match dans le stade est assuré par la fanfare universitaire Pride of West Virginia (en). Ce show inclus diverses traditions telles que le tambour qui accélère son rythme jusqu'à atteindre 220 battements par minute, la fanfare formant le logo Flying WV sur l'air de Fight Mountaineers ainsi que la forme de l'État de Virginie-Occidentale pendant le Hail, West Virginia (en). La fanfare joue également les chansons Simple Gifts d'Aaron Copland et Take Me Home, Country Roads Les supporters participent également à ce show notamment en criant W-V-U lors du roulement des tambours avant que la fanfare n'entame Fight Mountaineers ou en lançant Let's Go Mountaineers entre les couplets de Hail, West Virginia.

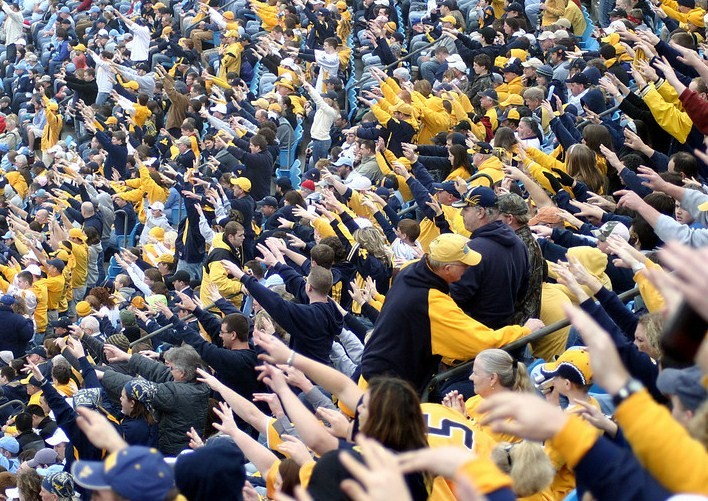
Les supporters des Mountaineers appelant le " Down".

- Les célébrations en cours de match :

Les étudiants de l'université (englobant la section Mountaineer Maniacs) et les fans effectuent plusieurs célébrations lors des matchs à domicile. Ils scandent ainsi Let's Go... Mountaineers, l'extrémité est du stade criant Let's Go... et le côté ouest répondant par 'Mountaineers'. Il s'agit de la plus populaire des célébrations. Les fans se font également entendre avant les 1er et 3e downs tentés par leur équipe. Ainsi, ils lèvent les bras en criant longuement Ooooooh jusqu'à ce que le speaker annonce au micro le 1er ou le 3e down. Après l'appel de jeu du 1er down, les fans lèvent à nouveau les bras de haut en bas à trois reprises en épelant "W-V-U", claquent des mains et pointent la zone d'en-but adverse en scandant first down !,. L'action pour le 3e down est similaire mais les supporters lèvent les bras en agitant trois doigts lors de l'annonce du troisième down par le speaker.
- Les chants traditionnels :

| Let's give a rah for West Virginia And let us pledge to her anew, Others may be black or crimson, but for us it's Gold and Blue. Let all our troubles be forgotten, Let college spirit rule, We'll join and give our loyal efforts For the good of our old school. It's West Virginia, It's West Virginia The Pride of every Mountaineer. Come on you old grads, join with us young lads, It's West Virginia now we cheer! Now is the time, boys, to make a big noise No matter what the people say, For there is naught to fear; the gang's all here, So hail to West Virginia, Hail |

| Fight, fight, fight, fight, Mountaineers ! We're here to cheer for you. Take that old ball down the field. We're putting our faith in you. Play that team right off its feet. You can't be beat we know. And when the game is through, We'll all cheer for you. West Virginia, West Virginia, rah ! |

| Vidéo | |
| Almost heaven, West Virginia Blue Ridge Mountains Shenandoah River, Life is old there Older than the trees Younger than the mountains Blowin' like the breeze Country roads, take me home To the place I belong West Virginia, mountain momma Take me home, country roads All my memories gathered 'round her Miner's lady, stranger to blue water Dark and dusty, painted on the sky Misty taste of moonshine Teardrops in my eye Country roads, take me home To the place I belong West Virginia, mountain momma Take me home, country roads | I hear her voice In the mornin' hour she calls me The radio reminds me of my home far away And drivin' down the road I get a feelin' That I should have been home yesterday, yesterday Country roads, take me home To the place I belong West Virginia, mountain momma Take me home, country roads Country roads, take me home To the place I belong West Virginia, mountain momma Take me home, country roads Take me home, now country roads |

### Logos et uniformes

Le logo « Flying WV ».
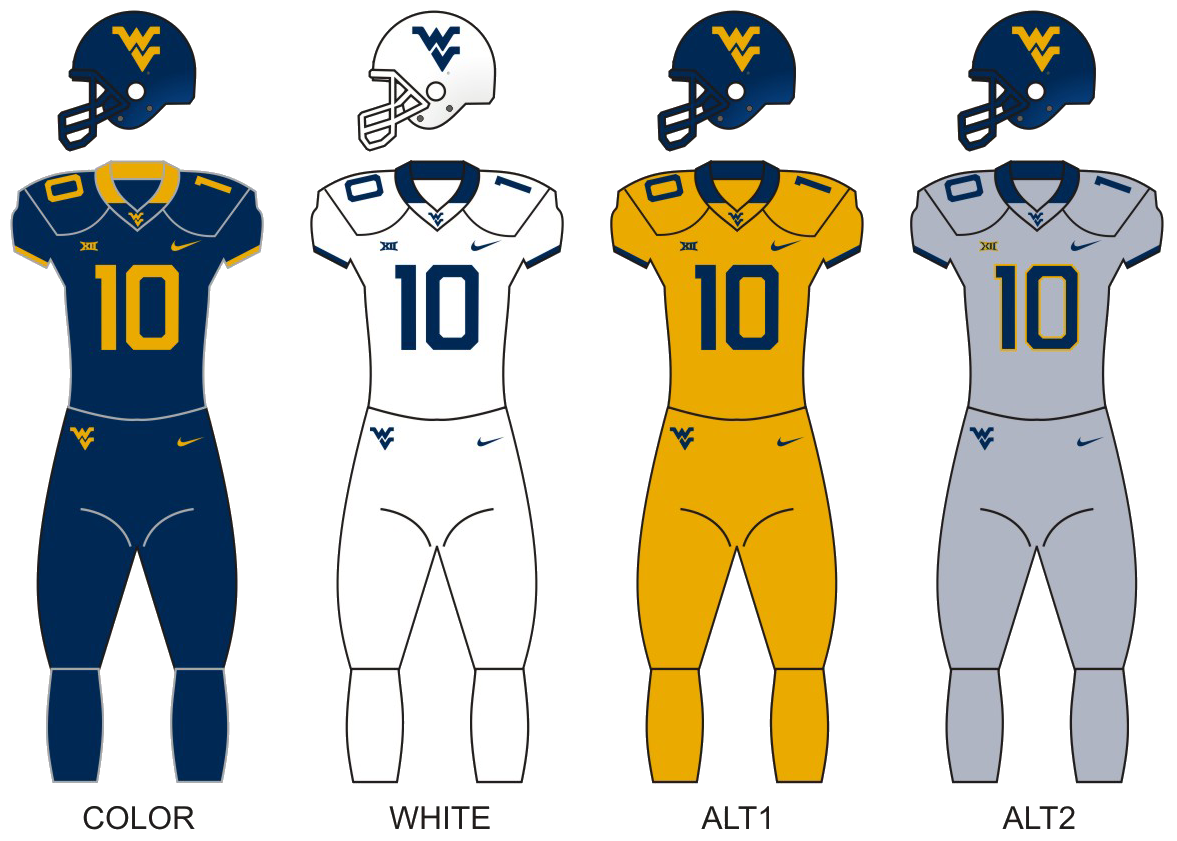
Les uniformes.
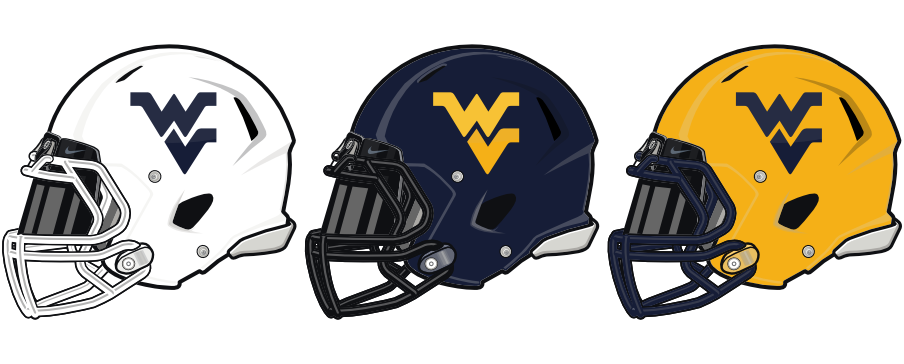
Les casques.
Le logo « State outline » utilisé de 1970 à 1979.

### Récompenses individuelles
Le lien suivant permet de consulter les meilleures statistiques individuelles des Mountaineers (en).

#### Trophée Heisman
La Virginie-Occidentale a obtenu sept candidats au Trophée Heisman.
Major Harris est le seul à avoir été considéré comme finaliste lors du votes en 1988 (place dans les 3 premiers),.

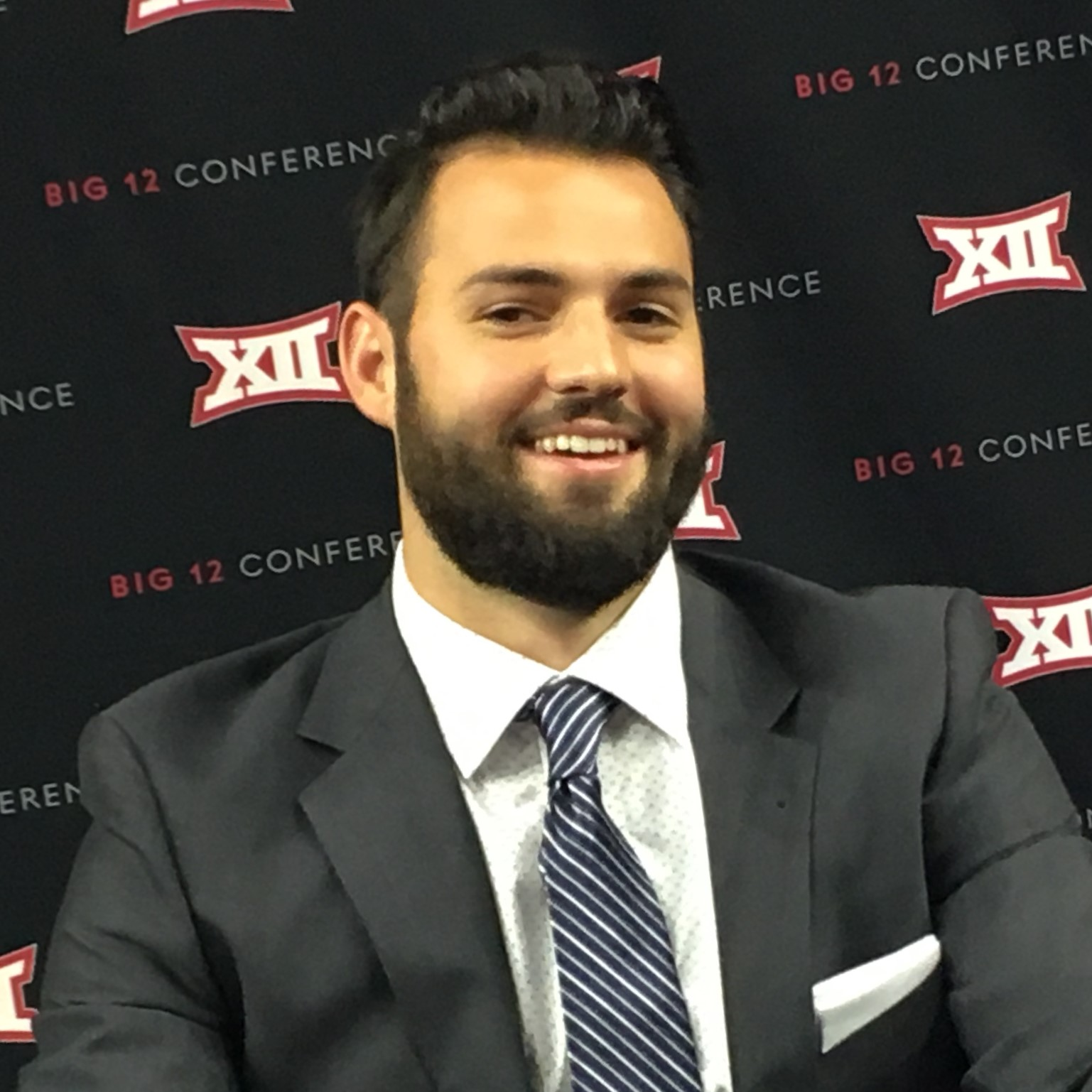
, quarterback des Mountaineers (2017-2018), classé 4e au Trophée Heisman de 2018 et 3e meilleur passeur de West Virginia.

| - Tavon Austin- WR/SR 8e place (2012) - Major Harris – QB 3e place (1989) 5e place (1988) - Will Grier (en) - QB 4eh place (2018) - Jeff Hostetler – QB 7e place (1983) | - Steve Slaton – RB 4e place (2006) - Pat White – QB 6e place (2007) 7e place (2008) - Amos Zereoué (en) – RB 10e place (1997) |  |

#### Autres trophées nationaux

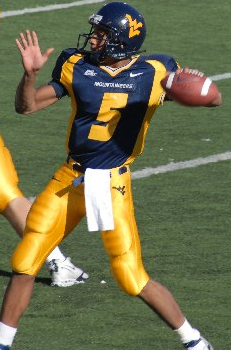
Pat White, candidat à deux reprises au Trophée Heisman et gagnant de l' 2007.

Un total de 20 joueurs ou entraineurs de la Virginie-Occidentale ont été finalistes de plusieurs récompenses universitaires. Don Nehlen (en) et Calvin Magee (en) ont remportés des trophées comme entraineurs tandis que Dan Mozes (en), Pat White et Tavon Austin l'ont fait en tant que joueurs.
| Saison                   | Nom                 | Position                              | Trophée                                 |
| ------------------------ | ------------------- | ------------------------------------- | --------------------------------------- |
| 1985                     | Brian Jozwiak (en)  | Offensive tackle                      | Lombardi Award                          |
| 1985                     | Brian Jozwiak (en)  | Offensive tackle                      | Trophée Outland                         |
| 1988                     | Don Nehlen (en)#    | Entraineur principal                  | Entraineur adjoint AFCA de l'année (en) |
| 1988                     | Don Nehlen (en)#    | Entraineur principal                  | Bobby Dodd Coach of the Year Award      |
| 1988                     | Don Nehlen (en)#    | Entraineur principal                  | Walter Camp Coach of the Year           |
| 1988                     | Major Harris        | Quarterback                           | Trophée Heisman (3e)                    |
| 1989                     | Major Harris        | Quarterback                           | Trophée Heisman (5e)                    |
| 1992                     | Mike Compton        | Garde                                 | Lombardi Award                          |
| 1993                     | Don Nehlen#         | Entraineur principal                  | Woody Hayes Trophy                      |
| 1995                     | Aaron Beasley (en)  | Cornerback                            | Jim Thorpe Award                        |
| 1996                     | Canute Curtis (en)  | Linebacker                            | Dick Butkus Award                       |
| 1996                     | Canute Curtis (en)  | Linebacker                            | Trophée Bronko Nagurski                 |
| 1996                     | Steve Dunlap (en)   | Coordinateur défensif                 | Broyles Award                           |
| 2003                     | Grant Wiley (en)    | Linebacker                            | Trophée Bronko Nagurski                 |
| 2005                     | Jahmile Addae       | Safety                                | Trophée Lott                            |
| 2005                     | Dan Mozes (en)      | Centre                                | Trophée Rimington                       |
| 2006                     | Dan Mozes (en)      | Centre                                | Trophée Outland                         |
| 2006                     | Dan Mozes#          | Centre                                | Trophée Rimington                       |
| 2006                     | Steve Slaton        | Running back                          | Doak Walker Award                       |
| 2007                     | Calvin Magee (en)#  | Coordinateur offensif                 | Entraineur adjoint AFCA de l'année      |
| 2007                     | Calvin Magee (en)#  | Coordinateur offensif                 | Broyles Award                           |
| 2007                     | Rich Rodriguez (en) | Entraineur principal                  | Entraineur de l'année (en)              |
| 2007                     | Pat White#          | Quarterback                           | Archie Griffin Award                    |
| 2008                     | Pat McAfee          | Punter                                | Ray Guy Award                           |
| 2008                     | Pat White           | Quarterback                           | Johnny Unitas Golden Arm Award          |
| 2012                     | Tavon Austin#       | Wide receiver/Spécialiste des retours | Paul Hornung Award (en)                 |
| 2012                     | Tavon Austin#       | Wide receiver/Spécialiste des retours | Johnny Rodgers Award (en)               |
| 2012                     | Stedman Bailey (en) | Wide receiver                         | Fred Biletnikoff Award                  |
| 2012                     | Geno Smith          | Quarterback                           | Johnny Unitas Golden Arm Award          |
| 2014                     | Kevin White         | Wide receiver                         | Fred Biletnikoff Award                  |
| 2014                     | Josh Lambert        | Kicker                                | Lou Groza Award                         |
| 2016                     | Tyler Orlosky       | Centre                                | Trophée Rimington                       |
| 2016                     | Dana Holgorsen (en) | Entraineur principal                  | Paul "Bear" Bryant Award                |
| 2017                     | David Sills V (en)  | Wide receiver                         | Fred Biletnikoff Award                  |
| 2018                     | Will Grier (en)     | Quarterback                           | Manning Award                           |
| 2018                     | Will Grier (en)     | Quarterback                           | Maxwell Award                           |
| 2018                     | Will Grier (en)     | Quarterback                           | Johnny Unitas Golden Arm Award          |
| 2018                     | Will Grier (en)     | Quarterback                           | Walter Camp Award                       |
| # – Vainqueur du trophée |                     |                                       |                                         |

#### All-american
Quarante Mountaineers ont été sélectionnés dans l'équipe type All-American. Parmi eux, douze l'ont été par consensus et parmi ces derniers, quatre le furent à l'unanimité.
| Saison | Nom                 | Position                |
| ------ | ------------------- | ----------------------- |
| 1916   | Ira Errett Rodgers  | Fullback                |
| 1917   | Russ Bailey         | Centre                  |
| 1917   | Ira Errett Rodgers  | Fullback                |
| 1919   | Russ Bailey         | Centre                  |
| 1919   | Ira Errett Rodgers* | Fullback                |
| 1922   | Russ Meredith       | Offensive tackle        |
| 1924   | Fred Graham         | End                     |
| 1924   | Walter Mahan        | Garde                   |
| 1952   | Paul Bischoff       | End                     |
| 1953   | Bob Orders          | Centre                  |
| 1955   | Bruce Bosley*       | Offensive tackle        |
| 1955   | Sam Huff            | Offensive tackle        |
| 1970   | Jim Braxton         | Fullback                |
| 1970   | Dale Farley         | Linebacker              |
| 1973   | Danny Buggs         | Wide receiver           |
| 1974   | Danny Buggs         | Wide receiver           |
| 1982   | Darryl Talley#      | Linebacker              |
| 1983   | Paul Woodside       | Kicker                  |
| 1984   | Rob Bennett         | Tight end               |
| 1984   | Willie Drewrey      | Spécialiste des retours |
| 1984   | Paul Woodside       | Kicker                  |
| 1985   | Brian Jozwiak*      | Offensive tackle        |
| 1988   | Chris Haering       | Linebacker              |
| 1988   | Bo Orlando          | Safety                  |
| 1988   | Rick Phillips       | Offensive tackle        |

| Saison                                                  | Nom             | Position                 |
| ------------------------------------------------------- | --------------- | ------------------------ |
| 1989                                                    | Major Harris    | Quarterback              |
| 1992                                                    | Mike Compton*   | Centre                   |
| 1993                                                    | Rich Braham     | Offensive tackle         |
| 1994                                                    | Todd Sauerbrun# | Punter                   |
| 1995                                                    | Aaron Beasley*  | Cornerback               |
| 1996                                                    | Canute Curtis*  | Linebacker               |
| 1998                                                    | John Thornton   | Defensive tackle         |
| 2003                                                    | Grant Wiley*    | Linebacker               |
| 2004                                                    | Adam Jones      | Cornerback               |
| 2006                                                    | Dan Mozes#      | Centre                   |
| 2006                                                    | Steve Slaton#   | Running back             |
| 2007                                                    | Steve Slaton    | Running Back             |
| 2007                                                    | Ryan Stanchek   | Garde                    |
| 2008                                                    | Pat McAfee      | Punter                   |
| 2008                                                    | Pat White       | Quarterback              |
| 2010                                                    | Robert Sands    | Safety                   |
| 2011                                                    | Tavon Austin    | Wide receiver/Returneur  |
| 2012                                                    | Tavon Austin    | Wide receiver/Retourneur |
| 2012                                                    | Stedman Bailey  | Wide receiver            |
| 2014                                                    | Kevin White     | Wide receiver            |
| 2014                                                    | Mario Alford    | Spécialiste des retours  |
| 2017                                                    | David Sills V   | Wide receiver            |
| 2020                                                    | Darius Stills*  | Defensive lineman        |
| 2023                                                    | Beanie Bishop*  | Cornerback               |
| * – Consensus All-Americans # – Unanimous All-Americans |                 |                          |

#### Trophées de conférence
Au cours des 18 saisons passées en Southern Conference, un total de sept Mountaineers ont été honoré par cette conférence. Art Lewis (en) a reçu le titre d'entraineur de l'année en 1953 et 1954 tandis que Bruce Bosley (en) fut désigné joueur de l'année 1955 de la conférence et reçut le Jacobs Blocking Award en 1955. Au cours des 21 saisons passées dans la Big East, un total de douze Mountaineers ont été honorés pour leurs performances par cette conférence. Don Nehlen (en) (1993) et Rich Rodriguez (2003) furent unanimement désignés entraineurs de l'année de la conférence tandis que Todd Sauerbrun fut unanimement reconnu comme joueur de l'année 1994 des équipes spéciales de la conférence et Amos Zereoué (en) unanimement désigné rookie de l'année 1996 de la conférence.
| Saison | Nom               | Position | Conférence | Trophée                                  |
| ------ | ----------------- | -------- | ---------- | ---------------------------------------- |
| 1953   | Tommy Allman      | RB       | SoCon      | Jacobs Blocking Award                    |
| 1953   | Art Lewis         | Coach    | SoCon      | Entraineur de l'année                    |
| 1954   | Gene Lamone       | G        | SoCon      | Jacobs Blocking Award                    |
| 1954   | Art Lewis         | Coach    | SoCon      | Entraineur de l'année                    |
| 1954   | Fred Wyant        | QB       | SoCon      | Joueur de l'année                        |
| 1955   | Bruce Bosley      | OT       | SoCon      | Jacobs Blocking Award                    |
| 1955   | Bruce Bosley      | OT       | SoCon      | Joueur de l'année                        |
| 1957   | Chuck Howley      | C        | SoCon      | Jacobs Blocking Award                    |
| 1966   | Garrett Ford, Sr. | RB       | SoCon      | Joueur de l'année                        |
| 1993   | Don Nehlen        | Coach    | Big East   | Entraineur de l'année#                   |
| 1994   | Todd Sauerbrun    | P        | Big East   | Joueur de l'année des équipes spéciales# |
| 1996   | Canute Curtis     | LB       | Big East   | Joueur défensif de l'année               |
| 1996   | Amos Zereoué      | RB       | Big East   | Rookie de l'année#                       |
| 2000   | Grant Wiley       | LB       | Big East   | Rookie de l'année                        |
| 2003   | Chris Henry       | WR       | Big East   | Rookie de l'année                        |
| 2003   | Rich Rodriguez    | Coach    | Big East   | Entraineur de l'année#                   |
| 2004   | Adam Jones        | R        | Big East   | Joueur de l'année des équipes spéciales  |
| 2004   | Rasheed Marshall  | QB       | Big East   | Joueur offensif de l'année               |

| Saison                                  | Nom             | Position | Conférence | Trophée                                 |
| --------------------------------------- | --------------- | -------- | ---------- | --------------------------------------- |
| 2005                                    | Rich Rodriguez  | Coach    | Big East   | Entraineur de l'année                   |
| 2005                                    | Steve Slaton    | RB       | Big East   | Rookie de l'année                       |
| 2006                                    | Pat White       | QB       | Big East   | Joueur offensif de l'année              |
| 2007                                    | Pat White       | QB       | Big East   | Joueur offensif de l'année              |
| 2011                                    | Tavon Austin    | SR       | Big East   | Joueur de l'année des équipes spéciales |
| 2012                                    | Tavon Austin    | SR       | Big 12     | Joueur de l'année des équipes spéciales |
| 2013                                    | Charles Sims    | RB       | Big 12     | Débutant offensif de l'année            |
| 2014                                    | Shaq Riddick    | DE       | Big 12     | Débutant défensif de l'année            |
| 2016                                    | Justin Crawford | RB       | Big 12     | Débutant offensif de l'année            |
| 2017                                    | Will Grier      | QB       | Big 12     | Débutant offensif de l'année            |
| 2018                                    | Yodny Cajuste   | OL       | Big 12     | Homme de ligne offensif de l'année      |
| 2018                                    | David Long Jr.  | LB       | Big 12     | Joueur défensif de l'année              |
| 2019                                    | Colton McKivitz | OL       | Big 12     | Homme de ligne offensif de l'année      |
| 2020                                    | Tony Fields II  | LB       | Big 12     | Défensif débutant de l'année            |
| 2020                                    | Darius Stills   | DL       | Big 12     | Homme de ligne défensif de l'année      |
| 2024                                    | Wyatt Milum     | OL       | Big 12     | Homme de ligne offensif de l'année      |
| 2024                                    | Josiah Trotter  | LB       | Big 12     | Défensif freshman de l'année            |
| # – Distinction décernée à l'unanimité. |                 |          |            |                                         |

### Numéros retirés
West Virginia a retiré cinq numéro de maillot. C'est la plus haute distinction possible au sein du programme de football de l'université.
| #  | Joueur                  | Position | Carrière        | Date retrait |
| -- | ----------------------- | -------- | --------------- | ------------ |
| 21 | Ira Errett Rodgers (en) | QB / FB  | 1915–1917, 1919 | 2010         |
| 75 | Sam Huff                | G / OT   | 1952–1955       | 2005         |
| 77 | Bruce Bosley (en)       | OT       | 1952–1955       | 2016         |
| 90 | Darryl Talley (en)      | LB       | 1979–1982       | 2021         |
| 09 | Major Harris            | QB       | 1987-1989       | 2021         |
| 66 | Chuck Howley            | G / C    | 1954–1957       | 2023         |

### Mountaineers au College Hall of Fame

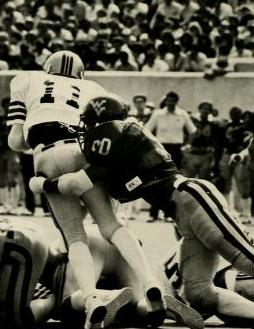
, dernier Mountaineer à avoir été intronisé au College Football Hall of Fame.

La National Football Foundation, organisme de contrôle du College Football Hall of Fame, reconnait officiellement treize Mountaineers intronisés au CHOF. À l'inverse, le programme de football de l'université reconnaît 13 personnes en tant qu'intronisés
| Nom                          | Position | Saisons à WV | Intronisation |
| ---------------------------- | --- | --- | --- |
| Fielding H. Yost (en) ‡      | Entraineur principal | 1895–1996 (joueur) | 1951 |
| Ira Errett Rodgers (en) †    | Fullback | 1915–1919 | 1957 |
| Clarence "Doc" Spears (en) ‡ | Garde | 1921–1924 (entraineur) | 1982 |
| Ben Schwartzwalder (en) ‡    | Entraineur principal | 1930–1932 (joueur) | 1982 |
| Greasy Neale †               | Entraineur principal | 1931–1933 | 1967 |
| Joe Stydahar (en) †          | Offensive tackle | 1933–1935 | 1972 |
| Bruce Bosley (en) †          | Offensive tackle | 1952–1955 | 1982 |
| Sam Huff †                   | Linebacker | 1952–1955 | 1980 |
| Bobby Bowden †               | Entraineur principal | 1970–1975 | 2006 |
| Frank Cignetti, Sr. (en) †   | Entraineur principal | 1976–1979 | 2013 |
| Darryl Talley (en) †         | Linebacker | 1979–1982 | 2011 |
| Don Nehlen (en) †            | Entraineur principal | 1980–2000 | 2005 |
| Major Harris †               | Quarterback | 1987–1989 | 2009 |
| Légende                      | † – Reconnu par la National Football Foundation et l'université de West Virginia ‡ – Reconnu par l'université de West Virginia | † – Reconnu par la National Football Foundation et l'université de West Virginia ‡ – Reconnu par l'université de West Virginia | † – Reconnu par la National Football Foundation et l'université de West Virginia ‡ – Reconnu par l'université de West Virginia |
| Note                         | La National Football Foundation considère Spears comme un joueur tandis qu'Yost et Schwartzwalder comme entraîneur. Cependant, Spears n'a pas joué pour les Mountaineers, tandis qu'Yost et Schwartzwalder n'ont jamais entraîné West Virginia. | La National Football Foundation considère Spears comme un joueur tandis qu'Yost et Schwartzwalder comme entraîneur. Cependant, Spears n'a pas joué pour les Mountaineers, tandis qu'Yost et Schwartzwalder n'ont jamais entraîné West Virginia. | La National Football Foundation considère Spears comme un joueur tandis qu'Yost et Schwartzwalder comme entraîneur. Cependant, Spears n'a pas joué pour les Mountaineers, tandis qu'Yost et Schwartzwalder n'ont jamais entraîné West Virginia. |

### Mountaineers au Pro Football Hall of Fame
Deux Mountaineers ont été intronisés au Pro Football Hall of Fame :
- Joe Stydahar (en), un offensive tackle, intronisé en 1967 : Malgré la carrière universitaire impressionnante de Stydahar, George Halas, propriétaire et entraineur des Bears de Chicago, tente sa chance en sélectionnant ce joueur peu connu, lors du premier choix possible des Bears au cours de la draft 1936 de la NFL[50]. Le pari de Halas porte ses fruits puisque "Jumbo Joe" aura une brillante carrière de joueur avec les Bears, remportant quatre sélections NFL All-Star, six sélections All-Pro, trois championnats NFL et une intronisation dans l'équipe de la décennie 1930 de la NFL. Stydahar a également été entraîneur principal des Rams de Los Angeles et des Cardinals de Chicago, remportant le championnat NFL 1951 avec les Rams. Lors de son discours d'intronisation au Temple de la renommée, Stydahar a remercié sa famille et ses amis de son « cher État, la Virginie-Occidentale »[51].
- Sam Huff, un linebacker, intronisé en 1982 : Sélectionné lors du troisième tour de la draft 1956 de la NFL par les Giants de New York, Huff joue pour cette franchise de 1956 à 1963. Plus tard il joue pour les Redskins de Washington de 1964 à 1969. Cependant, la carrière de footballeur de Huff, sans parler de son avenir dans la NFL, a failli ne pas se réaliser. Art Lewis, entraîneur principal de West Virginia est arrivé dans la ville de Huff pour visionner un joueur junior fréquentant le même lycée que Huff. Il sélectionnera finalement ce dernier pour le bonheur des Mountaineers[52]. Le destin est intervenu une fois de plus pour Huff à la fin de sa carrière universitaire. Alors que le recruteur des Giants Al DeRogatis était venu à Morgantown pour voir Bruce Bosley, un joueur All-American au poste de garde, DeRogatis découvre Huff et déclare qu'« il y a un autre garde ici qui sera encore plus grand. Son nom est Sam Huff »[52]. Huff a été sélectionné à cinq reprises au Pro Bowl, à quatre reprises dans l'équipe type All-Pro, intronisé dans l'équipe de la décennie 1950 de la NFL et a été désigné comme l'un des 70 plus grands Redskins de tous les temps. Huff a également été reconnu comme le meilleur linebacker de la NFL en 1959[52].

### Mountaineers en NFL

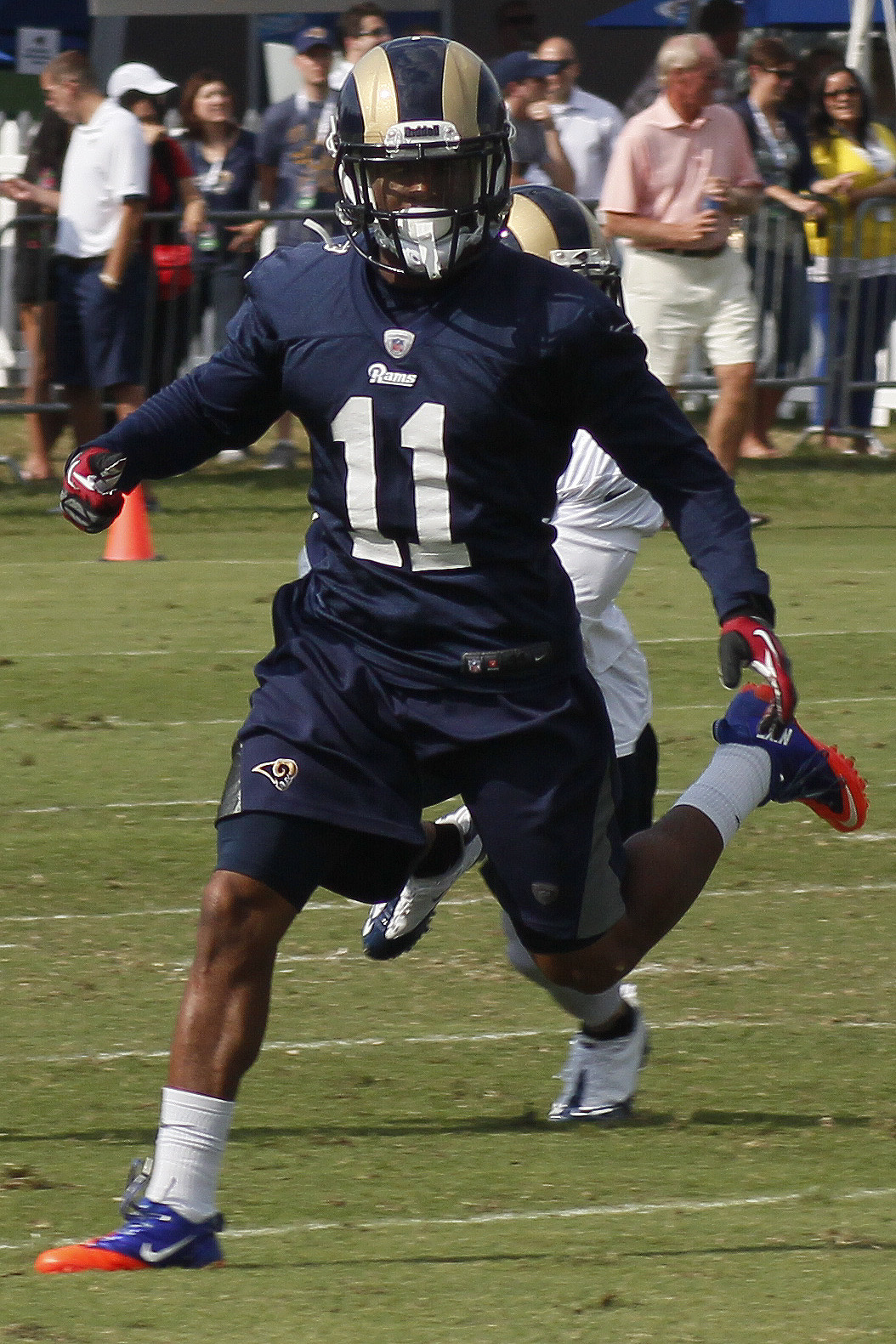
Tavon Austin, détenteur de multiples records des Mountaineers et sélectionné en 8e choix global lors de la draft 2013 de la NFL.

En fin de saison 2024, un total de 211 joueurs des Mountaineers (en) avaient été sélectionnés lors des drafts de la NFL. Parmi ceux-ci, 12 ont été choisis lors du premier tour.
| - Joe Stydahar (en) – Offensive tackle 1936: 6e choix global, Bears de Chicago - Joe Marconi (en) – Running back 1956: 6e choix global, Rams de Los Angeles - Chuck Howley – Garde 1958: 7e choix global, Bears de Chicago - Dick Leftridge (en) – Running back 1966, 3e choix global, Steelers de Pittsburgh - Brian Jozwiak (en) – Offensive tackle 1986: 7e choix global, Chiefs de Kansas City - Renaldo Turnbull (en) – Linebacker 1990: 14e choix global, Saints de La Nouvelle-Orléans | - Anthony Becht – Tight end 2000: 27e choix global, Jets de New York - Adam Jones – Cornerback 2005: 6e choix global, Titans du Tennessee - Bruce Irvin – Defensive end 2012: 15e choix global, Seahawks de Seattle - Tavon Austin – Wide receiver 2013: 8e choix global, Rams de Saint-Louis - Kevin White – Wide receiver 2015: 7e choix global, Bears de Chicago - Karl Joseph (en) – Safety 2016: 14e choix global, Raiders d'Oakland |

## Autres sports
- Titres de champions nationaux en NCAA (20)[54] :
  - Équipes masculines (1)
    - Boxe (1): 1938 (non officiellement reconnu)

  - Équipes mixtes (19)
    - Tir (19): 1983, 1984, 1986, 1988, 1989, 1990, 1991, 1992, 1993, 1995, 1996, 1997, 1998, 2009, 2013, 2014, 2015, 2016 et 2017
- Autres titres nationaux (5) :
  - Basketball masculin (1) : 1942
  - Tir (4) : 1913, 1961, 1964, 1966